# Louis François Joseph de Bourbon, prins de Conti
Louis François Joseph de Bourbon, prins av Conti, född 1 september 1734, död 13 mars 1814, var en fransk prins och militär.

## Biografi
Louis François Joseph de Bourbon var son till Louis François de Bourbon och Louise Diane av Orléans. Han gifte sig 1759 med Maria Fortunata d'Este av Modena. Han hade länge ett förhållande med Anna Veronese, med vilken han hade barn.
Prinsen av Conti deltog i sjuårskriget, och gjorde sig känd som en moderat reformvän. Han emigrerade efter franska revolutionen 1789 men återvände redan 1790, och svor eden till den nya författningen. 1797 utvisades han på nytt, och bosatte sig därefter i Spanien, där han 1814 avled utan legitima arvingar och därmed slöt sin ätt.